# إيان لوف
إيان لوف (بالإنجليزية: Ian Love)‏ هو لاعب كرة قدم بريطاني في مركز الهجوم، ولد في 1 مارس 1958 في كارديف في المملكة المتحدة. لعب مع كارديف سيتي.